# Osvaldo Magnasco
Osvaldo Magnasco (Gualeguaychú, 4 de julio de 1864 - Temperley, 4 de mayo de 1920) fue un jurista y político argentino que ejerció como diputado nacional por la provincia de Entre Ríos, y Ministro de Justicia e Instrucción Pública.

## Biografía
Era hijo de inmigrantes italianos de Liguria; su padre —Benito Magnasco— había sido un importante capitán naval del Río de la Plata, y había mediado entre el presidente Sarmiento y José Hernández, aliado de la rebelión jordanista.
Estudió en el Colegio Nacional de Concepción del Uruguay y se doctoró en Jurisprudencia en la Universidad de Buenos Aires en 1887. Polemizó a través de la prensa con Cesare Lombroso, que pretendía determinar físicamente la conformación psíquica de las personas inclinadas naturalmente a cometer delitos.
En 1890 fue elegido diputado nacional por el Partido Autonomista Nacional de su provincia de origen. Apoyó la presidencia de Miguel Juárez Celman, pero se incorporó sin problemas al régimen político dirigido por su sucesor, Carlos Pellegrini. Dirigió durante pocos meses la repartición encargada de controlar los ferrocarriles de capital extranjero y administrar los nacionales.
Fue el primer diputado nacional que se pronunció abiertamente en contra de la administración privada de los ferrocarriles y la forma en que aplicaban sus tarifas. Descubrió, por ejemplo, que las tarifas para el mismo viaje eran absolutamente diferentes para distintas cargas, o para el viaje hecho en distintas direcciones. En un debate parlamentario de 1891 defendió sus posturas y atacó la evasión sistemática de la devolución de los aportes estatales a que estaban obligados por ley. Fue el mentor del Reglamento General de los Ferrocarriles, del 24 de noviembre de 1891, que de todas formas no logró controlar eficazmente la poderosa influencia de los ferrocarriles.
Enfrentó firmemente la política nacional en materia de intervenciones federales a las provincias, orientadas exclusivamente a fortalecer en las provincias la posición del gobierno central y su partido.
Al llegar por segunda vez a la presidencia el general Roca, lo nombró su Ministro de Justicia e Instrucción Pública; posiblemente, su nombramiento fue iniciativa del ministro de Obras Públicas, Emilio Civit. Su principal preocupación era modernizar el sistema de educación pública, especialmente la secundaria y técnica. Consideraba la educación secundaria que se impartía como carente de vinculación con la realidad social y económica del país, reservado solamente para las elites. Se esforzó en crear escuelas secundarias técnicas, tanto industriales como agropecuarias.
Propuso una ley de educación técnica y secundaria; pero afectaba demasiados intereses creados, ya que pretendía reemplazar varias escuelas normales — dedicadas a formar maestros — en escuelas técnicas. Su principal rival en la Cámara de Diputados fue Alejandro Carbó, entrerriano como Magnasco, y tanto o más elocuente y vehemente que éste; egresado, además, de la Escuela de Paraná, centro importantísimo de la enseñanza "normal". Éste se apoyó en el principio del igualitarismo para rechazar diferentes tipos de escuelas; además, rechazaba que la educación secundaria pasara a ser controlada por las provincias, como proponía Magnasco. El proyecto fue rechazado.
Como el ministro insistiera en desarrollar su proyecto sin sancionar la ley, el diario "La Nación" lanzó una campaña contra el proyecto, atacando en todas formas la idea, y reclamando la renuncia de Magnasco. A pesar de eso, Magnasco se presentó en el Congreso, y logró la aprobación tácita del mismo para seguir adelante sin pasar por el Congreso. Pero la prensa dirigió una campaña en su contra, que incluyó manifestaciones callejeras con gritos en contra del ministro. Y "La Nación" acusó a Magnasco de no saldar sus deudas comerciales, como medio de debilitarlo en la opinión pública. Incluso se lo acusó de haber pagado con fondos públicos sus gastos propios en muebles personales.
Un acercamiento político entre el presidente Roca y Mitre, a quien Magnasco había atacado en la prensa, lo obligó a renunciar como ministro en junio de 1901.
Desde entonces abandonó la política y enseñó derecho en la Universidad de Buenos Aires. Dedicó una parte importante de su tiempo a construir una fastuosa quinta en la localidad de Temperley, cercana a la capital, donde falleció en mayo de 1920. Esta sepultado en el Cementerio del Norte de su natal Gualeguaychú.
En las ciudades de Rosario, Rosario del Tala y Victoria (Entre Ríos), General Belgrano, Ciudad de Buenos Aires y Dolores (Buenos Aires) existen escuelas secundarias que llevan el nombre de Osvaldo Magnasco.